# السياسة الأمنية والدفاعية المشتركة للاتحاد الأوروبي
سياسة الأمن والدفاع المشتركة (بالإنجليزية: The Common Security and Defence Policy : CSDP)‏ هي مسار عمل الاتحاد الأوروبي في مجالات الدفاع وإدارة الأزمات، وهي مكون رئيسي في السياسة الخارجية والأمنية المشتركة للاتحاد الأوروبي.
تتضمن سياسة الأمن والدفاع المشتركة نشر مهام عسكرية أو مدنية للحفاظ على السلام ومنع الصراع وتعزيز الأمن الدولي وفقًا لمبادئ ميثاق الأمم المتحدة. تُنفذ المهام العسكرية من قبل قوات الاتحاد الأوروبي المنشأة بإعارة من القوات المسلحة للدول الأعضاء. تنطوي سياسة الأمن والدفاع المشتركة أيضًا على دفاع جماعي عن النفس بين الدول الأعضاء بالإضافة إلى تعاون منظم دائم إذ يسعى 25 من 27 من القوات المسلحة الوطنية إلى التكامل الهيكلي. يتكون هيكل سياسة الأمن والدفاع المشتركة -الذي يرأسه الممثل السامي للاتحاد، جوزيف بوريل، والذي يشار إليه أحيانًا باسم اتحاد الدفاع الأوروبي فيما يتعلق بالتطور المحتمل باعتباره الذراع الدفاعية للاتحاد الأوروبي- من:
- المديرية العامة للصناعات الدفاعية للمفوضية الأوروبية.
- دائرة إدارة الأزمات والتخطيط التابعة لدائرة العمل الخارجي ومقر العمليات الدائم للقيادة والسيطرة على المستوى الاستراتيجي العسكري/ المدني، أي التخطيط العسكري والقدرة على التصرف والتخطيط المدني والقدرة على التصرف.
- عدد من الهيئات التحضيرية لمجلس الشؤون الخارجية؛ مثل اللجنة العسكرية.
- أربع وكالات، بما في ذلك وكالة الدفاع.

هياكل القيادة والتحكم في الاتحاد الأوروبي أصغر بكثير من هيكل قيادة منظمة حلف شمال الأطلسي (الناتو)، والذي أنشِئ للدفاع عن الأراضي. اتُفق على إمكانية استخدام عمليات قيادة الحلفاء التابعة لحلف الناتو في تنفيذ مهام الاتحاد الأوروبي. تأسس التخطيط العسكري والقدرة على التصرف في عام 2017 وعُزز في عام 2020، وهو أول مقر عسكري دائم للاتحاد الأوروبي. بالتوازي مع ذلك، فإن صندوق الدفاع الأوروبي الذي أنشئ حديثًا يمثل المرة الأولى التي تُستخدم فيها ميزانية الاتحاد الأوروبي لتمويل مشاريع دفاعية متعددة الجنسيات.
تُقترح القرارات المتعلقة بسياسة الأمن والدفاع المشتركة من قبل المفوض السامي، والتي تُعتمد من قبل مجلس الشؤون الخارجية، والتي تتطلب إجماعًا بشكل عام، ثم تُنفذ من قبل المفوض السامي.

## خلفية تاريخية
شهدت فترة ما بعد الحرب العديد من المبادرات قصيرة الأجل أو سيئة الطالع للتكامل الدفاعي الأوروبي الذي يهدف إلى الحماية من العدوان السوفيتي أو الألماني المحتمل: الاتحاد الغربي (يشار إليه أيضًا باسم منظمة معاهدة بروكسل) والمجتمع الدفاعي المقترح فُككت على التوالي من قبل منظمة حلف شمال الأطلسي (الناتو) ورفضها البرلمان الفرنسي. خلف الاتحاد الأوروبي الغربي الهاجع إلى حد كبير بقية الاتحاد الغربي في عام 1955.
في عام 1970، أدى التعاون السياسي الأوروبي إلى تنسيق السياسة الخارجية الأولي للمجتمعات الأوروبية. أدت معارضة إضافة مسائل الأمن والدفاع إلى التعاون السياسي الأوروبي إلى إعادة تنشيط الاتحاد الأوروبي الغربي في عام 1984 من قبل الدول الأعضاء فيه، والتي كانت أيضًا دولًا أعضاء في المفوضية الأوروبية.
اكتسب التكامل الدفاعي الأوروبي زخمًا بعد نهاية الحرب الباردة بفترة وجيزة، ويرجع ذلك جزئيًا إلى فشل المفوضية الأوروبية في منع الحروب اليوغوسلافية. في عام 1992، كُلِّف اتحاد غرب أوروبا بمهام جديدة، وفي العام التالي أسست معاهدة ماستريخت الاتحاد الأوروبي واستبدلت التعاون السياسي الأوروبي بركيزة السياسة الخارجية والأمنية المشتركة. في عام 1996 وافق الناتو على السماح للاتحاد الأوروبي الغربي الأوروبي بتطوير ما يسمى بالهوية الأمنية والدفاعية الأوروبية. أشار إعلان سانت مالو لعام 1998 إلى أن المملكة المتحدة المترددة تقليديًا كانت مستعدة لتزويد الاتحاد الأوروبي بهياكل دفاعية مستقلة. وقد أدى ذلك إلى تسهيل تحول الهوية الأمنية والدفاعية الأوروبية إلى سياسة الأمن والدفاع الأوروبية في عام 1999، عندما نُقلت إلى الاتحاد الأوروبي. في عام 2003، نشر الاتحاد الأوروبي أولى مهامه في سياسة الأمن والدفاع المشتركة، واعتمد إستراتيجية الأمن الأوروبية التي تحدد التهديدات والأهداف المشتركة. في عام 2009، قدمت معاهدة لشبونة الاسم الحالي، سياسة الأمن والدفاع المشتركة، أثناء إنشاء الدائرة الأوروبية للشؤون الخارجية، بند الدفاع المشترك وتمكين مجموعة فرعية من الدول الأعضاء من متابعة التكامل الدفاعي داخل التعاون الهيكلي الدائم. في عام 2011 حُلَّ اتحاد غرب أوروبا، ونُقلت مهامه إلى الاتحاد الأوروبي. في عام 2016، قُدمت إستراتيجية أمنية جديدة، والتي أعطت، إلى جانب ضم روسيا لشبه جزيرة القرم، وانسحاب بريطانيا من الاتحاد الأوروبي، وانتخاب ترامب رئيسًا للولايات المتحدة، دفعة جديدة لسياسة الأمن والدفاع المشتركة.
منذ نهاية الحرب العالمية الثانية، دخلت الدول الأوروبية ذات السيادة في معاهدات وبالتالي تعاونت ونسقت السياسات (أو السيادة المجمعة) في عدد متزايد من المجالات، فيما يسمى مشروع التكامل الأوروبي أو بناء أوروبا. يوضح الجدول الزمني التالي البداية القانونية للاتحاد الأوروبي؛ الإطار الرئيسي لهذا التوحيد. ورث الاتحاد الأوروبي العديد من مسؤولياته الحالية من المجتمعات الأوروبية، التي تأسست في الخمسينيات من القرن الماضي بروح إعلان شومان.

### الانتشار
كان أول نشر للقوات الأوروبية بموجب سياسة الأمن والدفاع الأوروبية، بعد إعلان النوايا لعام 1999، في مارس 2003 في جمهورية مقدونيا اليوغوسلافية السابقة (حاليًا مقدونيا الشمالية). استخدمت عملية كونكورديا أصول الناتو واعتبرت ناجحة واستبدلت بمهمة شرطة أصغر، في وقت لاحق من ذلك العام. ومنذ ذلك الحين، كانت هناك بعثات صغيرة أخرى للشرطة والعدالة والمراقبة. كما هو الحال في جمهورية يوغوسلافيا الاتحادية، حافظ الاتحاد الأوروبي على نشره لقوات حفظ السلام في البوسنة والهرسك، كجزء من عملية ألثيا.
بين مايو وسبتمبر 2003، نُشرت قوات الاتحاد الأوروبي في جمهورية الكونغو الديمقراطية خلال عملية أرتميس بموجب التفويض الممنوح بموجب قرار مجلس الأمن التابع للأمم المتحدة رقم 1484 والذي يهدف إلى منع المزيد من الفظائع والعنف في نزاع إيتوري ووضع جمهورية الكونغو الديمقراطية وعودة عملية السلام إلى مسارها الصحيح. وقد وضع هذا نظام دولة الإطار لاستخدامه في عمليات النشر المستقبلية. عاد الاتحاد الأوروبي إلى جمهورية الكونغو الديمقراطية خلال الفترة من يوليو إلى نوفمبر 2006 مع بعثة الاتحاد الأوروبي في جمهورية الكونغو الديمقراطية، التي دعمت بعثة الأمم المتحدة هناك أثناء انتخابات البلاد.
جغرافيًا، أوفدت بعثات الاتحاد الأوروبي خارج البلقان وجمهورية الكونغو الديمقراطية في جورجيا وإندونيسيا والسودان وفلسطين وأوكرانيا ومولدوفا. هناك أيضًا بعثة قضائية في العراق. في 28 يناير 2008، نشر الاتحاد الأوروبي أكبر بعثاته وأكثرها متعددة الجنسيات في إفريقيا باسم يوفور تشاد. تضم البعثة المفوضة من الأمم المتحدة قوات من 25 دولة من دول الاتحاد الأوروبي (19 في الميدان) منتشرة في مناطق شرق تشاد وشمال شرق جمهورية إفريقيا الوسطى من أجل تحسين الأمن في تلك المناطق. وصلت يوفور تشاد إلى القدرة التشغيلية الكاملة في منتصف سبتمبر 2008، وسلمت المهام الأمنية إلى الأمم المتحدة (بعثة مينوركات) في منتصف مارس 2009.
أطلق الاتحاد الأوروبي أول عملية بحرية ضمن سياسة الأمن والدفاع المشتركة في 12 ديسمبر 2008 (عملية أتالانتا). تأسس مفهوم القوة البحرية للاتحاد الأوروبي على خلفية هذه العملية، التي ما تزال تكافح بنجاح القرصنة قبالة سواحل الصومال بعد عقد تقريبًا. أطلق تدخل ثانٍ من هذا القبيل في عام 2015 لمعالجة مشاكل الهجرة في جنوب البحر الأبيض المتوسط، تحت اسم عملية صوفيا.
فُوضت معظم مهام سياسة الأمن والدفاع المشتركة التي نُشرت حتى الآن لدعم إصلاحات قطاع الأمن في الدول المضيفة. أحد المبادئ الأساسية لدعم سياسة الأمن والدفاع المشتركة لإصلاح القطاع الأمني هو الملكية المحلية. يعرّف مجلس الاتحاد الأوروبي الملكية بأنها تخصيص السلطات المحلية للأهداف والمبادئ المتفق عليها بشكل مشترك. على الرغم من ارتباط الاتحاد الأوروبي الخطابي القوي بمبدأ الملكية المحلية، تظهر الأبحاث أن مهام سياسة الأمن والدفاع المشتركة لا تزال تعمل بدافع خارجي ومن أعلى إلى أسفل وقائم على العرض، ما يؤدي في كثير من الأحيان إلى انخفاض درجة المشاركة المحلية.